# 鬼猎龙属
鬼猎龙属屬於基幹阿貝力龍科的獸腳類恐龍，生存於早白堊世阿普第期，已知唯一的化石發現於巴西東南部米納斯吉拉斯州科拉桑-迪熱蘇斯的奎里科组，是迄今唯一有完整頭骨發現的早白堊世阿貝力龍科成員。屬名由拉丁文的spectrum和venator組成，意为“鬼猎人”，因为化石是在一頭蜥腳類恐龍——馬氏塔普亞龍底下找到，可能代表此個體是被這隻塔普亞龍壓死的。
模式種是拉氏鬼獵龍（S. ragei），種名係表揚對中生代古生物地理學有卓絕貢獻的已故法國古生物學家尚-克勞德·拉吉（Jean-Claude Rage）。

## 叙述
鬼獵龍是由古生物學家哈桑·札赫爾（Hussam Zaher）等人於2020年命名並發表，正模標本（編號MZSP-PV 833）發現自2011年發表的馬氏塔普亞龍正模標本底下（部分鬼獵龍的發表者當時也參與過塔普亞龍的發表），包含完整的頭骨、前段頸椎、後段背椎及肋骨、前段與後段部分尾椎、以及完整骶骨、骨盆帶與後肢骨骼。
鬼獵龍的頭骨有別於白堊紀後期演化程度較高的阿貝力龍科，其顱骨顳部具有祖型的構造，像是顳上窩（supratemporal fossa）之間的頂骨表面比其他阿貝力龍科寬闊，眶後骨後部朝向鱗狀骨的突起也較為窄長。而在下頜，隅骨在背腹側相對較寬，導致外下頜孔（external mandibular fenestra）比其他阿貝力龍科狹窄，同時隅骨和下頜骨的交接縫也比其他阿貝力龍科來得長。此外，下頜骨與上隅骨的交接縫幾近平直，而其他阿貝力龍科的交接縫都明顯向前突出，由於這個突出或與下頜骨間關節特殊的可動性有關（unusual kinetic intramandibular joint），可能代表其他阿貝力龍科已經發展出較為特化的取食方式，而鬼獵龍可能仍保有在其他獸腳類恐龍中相對普遍的取食模式。
其他鬼獵龍具有的獨徵還包括：上頜骨除了靠近軛骨骨縫的區域外，都布有縱向溝槽。淚骨側表面粗糙，但腹側是平滑的。軛骨後突朝腹側彎曲。和其他阿貝力龍科不同，鬼獵龍的頸脊背緣薄而平坦。齒骨腹緣筆直，且在側表面有一道縱向深溝紋。上隅骨後緣略微凸起。上頜枝（mandibular ramus）沿後腹側末端有一道縱向脊。
由正模標本估算，鬼獵龍的體型在同類之中顯得非常小，顱骨和下頜骨長度分別為21.6公分及26公分，推算其全長僅約2.2公尺。但其生長狀況尚不清楚，不能排除是未成年的個體。